# Départements et régions autonomes du Nicaragua
Le Nicaragua est une République unitaire. Pour des raisons administratives, elle est divisée en quinze départements et deux régions autonomes.

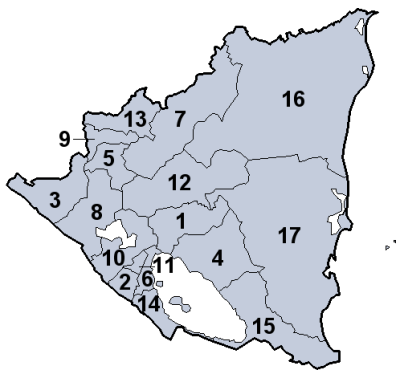
Départements et régions autonomes du Nicaragua.

## Départements
Les départements ne sont que des divisions administratives et non des collectivités territoriales. Ils ne possèdent pas d'organes élus ni de délégués du pouvoir central.

## Régions autonomes
En 1987, la nouvelle Constitution établit la charte d'autonomie (gouvernement autonome limité) pour le département de Zelaya, comprenant la totalité de l'Est du pays. Le département est divisé en deux régions autonomes dont le statut est inspiré de celui des communautés autonomes d'Espagne. Ces régions sont dirigées par un gouverneur et un Conseil régional. Certains domaines régaliens, comme la défense, les affaires étrangères ou la monnaie, restent des prérogatives du gouvernement central à Managua.

## Liste des départements et régions autonomes
|    | Département et région | Capitale       | Population (2015) | Superficie (km²) | Densité |
| -- | --------------------- | -------------- | ----------------- | ---------------- | ------- |
| 1  | Boaco                 | Boaco          | 178 582           | 4 177            | 42,8    |
| 2  | Carazo                | Jinotepe       | 190 769           | 1 081            | 176,5   |
| 3  | Chinandega            | Chinandega     | 429 557           | 4 822            | 89,1    |
| 4  | Chontales             | Juigalpa       | 185 866           | 6 481            | 28,7    |
| 5  | Estelí                | Estelí         | 224 231           | 2 230            | 100,6   |
| 6  | Granada               | Granada        | 206 009           | 1 040            | 198,1   |
| 7  | Jinotega              | Jinotega       | 438 413           | 9 222            | 47,5    |
| 8  | León                  | León           | 410 860           | 5 138            | 80,0    |
| 9  | Madriz                | Somoto         | 164 146           | 1 708            | 96,1    |
| 10 | Managua               | Managua        | 1 484 462         | 3 465            | 428,4   |
| 11 | Masaya                | Masaya         | 364 168           | 590              | 87,2    |
| 12 | Matagalpa             | Matagalpa      | 561 282           | 6 804            | 82,5    |
| 13 | Nueva Segovia         | Ocotal         | 253 489           | 3 491            | 72,6    |
| 14 | Rivas                 | Rivas          | 177 668           | 2 162            | 82,2    |
| 15 | Río San Juan          | San Carlos     | 127 225           | 7 541            | 16,9    |
| 16 | Côte caraïbe nord*    | Puerto Cabezas | 480 874           | 33 106           | 14,5    |
| 17 | Côte caraïbe sud*     | Bluefields     | 385 102           | 27 260           | 14,1    |
|    | Nicaragua             | Total**        | 6 460 229         | 130 376          | 49,6    |

* Région autonome.
** Chiffre 2018.